# 伊万里ケーブルテレビジョン
伊万里ケーブルテレビジョン株式会社（いまりケーブルテレビジョン、Imari Cable television Co,ltd ）は、佐賀県伊万里市の大部分をエリアとするケーブルテレビ局である。

## 概要
昭和の大合併の段階で既に広大な市域を抱えた伊万里は佐賀県の西の端にあってVHFテレビの中継局からも遠く、地形の要因でUHF波解禁前はテレビジョン放送を見られないという地区も少なくなかった。そこで、NHK熊本放送局の八幡岳の佐賀局のFM親局中継局開設を機に地元経済界が中心となって共聴施設を市内に張り巡らせようという動きが起こった。やがて自主放送を始め、1980年に生活協同組合へ組織変更した。
昭和末期から平成にかけて都市型ケーブルテレビが全国に広がると企業として事業を行う必要に迫られた。そこで平成に入り、生協の事業の受け皿としてこの会社が設立され、放送を開始した。
現在のエリアは西海テレビがカバーする山代地区を除く市内の大半となっている。デジタル放送については佐賀デジタルネットワーク設立に参加し供給されている。なおアナログ放送のサービスについては停波に伴い完全終了し、所謂「デジアナ変換」は行っていない。
愛称は従前テレビ事業が「シティテレビいまり」、通信回線事業が「はちがめ○○○」となっていたものを、2011年に「アイ○○○」へ一斉変更した。なお愛媛県の民放あいテレビとは当然何の関係も無い。

## 歴史
- 1966年（昭和41年）2月 - 伊万里有線テレビの建設準備委員会結成。秋以降順次共聴施設を建設し、事業開始。
- 1973年（昭和48年）5月 - 自主放送番組開始。
- 1980年（昭和55年）1月 - 県の認可を受け伊万里有線テレビ生活協同組合（いまりゆうせんテレビせいかつきょうどうくみあい）に組織変更。
- 1985年（昭和60年）1月 - 大川内山共聴組合を合併。
- 1989年（平成元年）7月 - 都市型ケーブルテレビ移行への受け皿として現会社設立。後に市も出資し第三セクターとなる。
- 1990年（平成2年）2月 - 生活協同組合から業務を引継ぎ。
- 2004年（平成16年）4月 - 佐賀デジタルネットワーク設立に参加し、回線接続。
- 2006年（平成18年）
  - 12月1日 - 県域放送とTVQ九州放送の地上デジタル放送再送信開始。
  - 12月27日 - 九州朝日放送・RKB毎日放送・福岡放送の地上デジタル放送再送信開始。

## 放送エリア
山代町・東山代町（一部加入世帯あり）を除く伊万里市内（波多津町は一部のみエリア）
エリア内加入率は非常に高く、95％を超えている。

## 主な放送チャンネル

### 地上波系列別再送信局
| NHK-G   | NHK-E   | NNN/NNS  | ANN          | JNN         | TXN         | FNN/FNS                 | JAITS |
| ------- | ------- | -------- | ------------ | ----------- | ----------- | ----------------------- | ----- |
| NHK佐賀 | NHK佐賀 | 福岡放送 | 九州朝日放送 | RKB毎日放送 | TVQ九州放送 | サガテレビ テレビ西日本 |       |

### テレビ局
- 基本的に全てのチャンネルを借り物のセットトップボックスで視るという形式を採っているため、地上波のチャンネル設定も他の県内同業者とは異なる。
- 難視聴地区であり基本契約は主に地上波再送信となり、地上デジタル放送は開始当初よりパス・スルー方式とトランス・モジュレーション方式を採用しておりSTBは必ずしも必要としない。県内同業者と同一である。
- 代表論理チャンネルのみ記載。
- アナログチャンネルは全て終了済み。
- ※はオプション。
- CxxxはHD画質放送。

| デジタル       | アナログ | 放送局                               |
| -------------- | -------- | ------------------------------------ |
| D011-0(1)      | 5        | NHK佐賀総合                          |
| D021(2)        | 9        | NHK佐賀 Eテレ                        |
| D031(3)        | 3        | sts サガテレビ                       |
| D041(4)        | 4        | RKB毎日放送                          |
| D051(5)        | 6        | FBS 福岡放送                         |
| D011-1(6)      | 1        | KBC 九州朝日放送                     |
| D071(7)        | 12       | TVQ九州放送                          |
| D081(8)        |          | TNC テレビ西日本                     |
| D111(11)       | 2        | アイテレビ(11ch)                     |
| D121(12)       |          | アイテレビ(12ch)                     |
| BS101(BS1)     |          | NHK BS                               |
| BS141(BS4)     |          | BS日テレ                             |
| BS151(BS5)     |          | BS朝日                               |
| BS161(BS6)     |          | BS-TBS                               |
| BS171(BS7)     |          | BSテレ東                             |
| BS181(BS8)     |          | BSフジ                               |
| BS191(BS9青)   |          | WOWOWプライム                        |
| BS192(BS9赤)   |          | WOWOWライブ                          |
| BS193(BS9緑)   |          | WOWOWシネマ                          |
| BS200(BS10)    |          | BS10                                 |
| BS201(BS10)    |          | BS10スターチャンネル                 |
| BS211(BS11)    |          | BS11                                 |
| BS222(BS12)    |          | TwellV                               |
| BS4K101(BS4K1) |          | NHK BSプレミアム4K                   |
| BS4K141(BS4K4) |          | BS日テレ 4K                          |
| BS4K151(BS4K5) |          | BS朝日 4K                            |
| BS4K161(BS4K6) |          | BS-TBS 4K                            |
| BS4K171(BS4K7) |          | BSテレ東 4K                          |
| BS4K181(BS4K8) |          | BSフジ 4K                            |
| C018           |          | SDN県民チャンネル1                   |
| C019           |          | SDN県民チャンネル2                   |
| C090C256       |          | ディスカバリーチャンネル             |
| C091C283       |          | ザ・シネマ                           |
| C092C231       |          | スーパー!ドラマTV                    |
| C122           |          | ムービープラス                       |
| C123           |          | 女性チャンネル♪LaLa TV               |
| C125           |          | 日本映画専門チャンネル               |
| C135           |          | チャンネル銀河                       |
| C136           |          | テレ朝チャンネル                     |
| C137※          |          | フジテレビNEXT ライブ・プレミアム    |
| C144           |          | TBSチャンネル1                       |
| C149C241       |          | アニマックス                         |
| C151C222       |          | チャンネルNECO                       |
| C158           |          | J SPORTS 3                           |
| C159C234       |          | 時代劇専門チャンネル                 |
| C210           |          | スカイ・A sports+                    |
| C211           |          | GAORA                                |
| C215※          |          | J SPORTS 4                           |
| C217           |          | ゴルフネットワーク                   |
| C219※          |          | FIGHTING TV サムライ                 |
| C223※          |          | V☆パラダイス                         |
| C225※          |          | 東映チャンネル                       |
| C226※          |          | 衛星劇場                             |
| C230           |          | ファミリー劇場                       |
| C232           |          | AXN                                  |
| C233           |          | FOX                                  |
| C236           |          | アニマルプラネット                   |
| C237           |          | AXNミステリー                        |
| C240           |          | カートゥーン ネットワーク            |
| C242           |          | キッズステーション                   |
| C244※          |          | AT-X                                 |
| C251           |          | 日経CNBC                             |
| C255           |          | ヒストリーチャンネル                 |
| C257           |          | BBCワールドニュース                  |
| C258           |          | 朝日ニュースター                     |
| C259           |          | ナショナルジオグラフィックチャンネル |
| C261           |          | MUSIC ON! TV                         |
| C262           |          | スペースシャワーTV                   |
| C270           |          | 囲碁・将棋チャンネル                 |
| C271           |          | ショップチャンネル                   |
| C272           |          | QVC                                  |
| C274           |          | 放送大学テレビ                       |
| C276           |          | 釣りビジョン                         |
| C281           |          | フジテレビTWO ドラマ・アニメ         |
| C282           |          | フジテレビONE スポーツ・バラエティー |
| C284           |          | 日テレプラス                         |
| C285※          |          | グリーンチャンネル                   |
| C286※          |          | グリーンチャンネル2                  |
| C287※          |          | レジャーチャンネル                   |
| C288※          |          | SPEEDチャンネル                      |
| C290※          |          | プレイボーイチャンネル               |
| C291※          |          | チャンネル・ルビー                   |
| C292※          |          | レインボーチャンネル                 |
| C293※          |          | ミッドナイト・ブルー                 |
| C294※          |          | ピンクチェリー                       |
| C295※          |          | パラダイステレビ                     |
|                | 8        | NBC 長崎放送                         |
|                | 10       | ウェザーニュースお天気チャンネル     |
|                | 11       | RKK 熊本放送                         |

- デジタル放送は佐賀デジタルネットワークから供給されている。
- アナログ放送では在福民放の信号を福岡タワーなど福岡市から発信されたものに頼っていたため、9chのテレビ西日本はNHK熊本総合の親局とチャンネルが被り再送信されていなかった。

### ラジオ局
| MHz  | 放送局      |
| ---- | ----------- |
| 79.5 | FM nagasaki |
| 80.7 | FM FUKUOKA  |
| 82.0 | cross fm    |
| 84.0 | NHK佐賀FM   |
| 85.0 | FM佐賀      |